# Bracteola anthracina
Bracteola anthracina là một loài ruồi trong họ Tachinidae.